# 女取湧水
女取湧水（めとりゆうすい）は山梨県北杜市にある泉。

## 概要
北杜市北部の標高1160M、女取川の源流に位置する。大滝湧水、三分一湧水と共に、八ヶ岳南麓高原湧水群として名水百選に指定されている。沸出量は、毎秒800リットルである。水源一帯は、地域の水道水源となっており、原則として許可無く水を汲む事はできない。

## アプローチ
山梨県道609号を北上し、小海線踏切手前を左折し、すぐさま右折して小海線ガード下を通過し、そのまま道なりに進む。川を渡ると林の中に入るとすぐ分岐があるので、右の道を進む（本分岐以外にも幾つか分岐があるが本分岐以外は道なりの方を選ぶ）。しばらくすると、女取第一配水場にでる。ここから先は更には悪路になるので一般車の場合はここら辺に車を止めた方がいい。ここから徒歩20分くらいである。女取湧水の看板はなく分かりにくいが、道の終点（広場の様になっている）を意識すれば見つける事ができる。女取湧水から更に小道を進むと棒道にでる。その先更に300M程北に車道があるが、そこまでの道がないため北から入るためには、ぐるっと小海線の踏切まで南下し、南からの道を辿らなければならない。水源は金網に囲われているが、その10M程南に水の出口がある。